# Maria Elisabetta di Holstein-Gottorp
Maria Elisabetta di Holstein-Gottorp (Gottorp, 6 giugno 1634 – Darmstadt, 17 giugno 1665) fu una nobile del Ducato di Holstein-Gottorp e langravia di Assia-Darmstadt.

## Biografia
Era figlia di Federico III, duca di Holstein-Gottorp dal 1616 al 1659, e di Maria Elisabetta di Sassonia.
Venne data in sposa a Luigi, figlio ed erede del Langravio Giorgio II d'Assia-Darmstadt. Il matrimonio ebbe luogo a Gottorp il 24 novembre 1650.
Alla morte del suocero nel 1661 divenne Langravia di Assia-Darmstadt, titolo che mantenne fino alla morte.
Morì il 17 giugno 1665 e suo marito si risposò nel 1666 con Elisabetta Dorotea di Sassonia-Gotha-Altenburg.
Alla morte di Luigi VI, avvenuta il 24 aprile 1678, il titolo passò a Luigi VII, figlio avuto da Maria Elisabetta.

## Discendenza
Diede al marito otto figli:
- Maddalena Sibilla (Darmstadt, 28 aprile 1652-Kirchheim, 11 agosto 1712), che sposò il duca Guglielmo Ludovico di Württemberg;
- Sofia Eleonora (Darmstadt, 26 luglio 1653-Darmstadt, 10 agosto 1653);
- Giorgio (Darmstadt, 19 luglio 1654-Darmstadt, 21 giugno 1655);
- Maria Elisabetta (Darmstadt, 11 marzo 1656-Römhild, 16 agosto 1715), che sposò Enrico di Sassonia-Römhild;
- Augusta Maddalena (Darmstadt, 6 marzo 1657-Darmstadt, 1º settembre 1674);
- Luigi VII (Darmstadt, 22 giugno 1658-Gotha, 31 agosto 1678);
- Federico (Darmstadt, 1º ottobre 1659-Darmstadt, 28 gennaio 1676);
- Sofia Maria (Darmstadt, 7 maggio 1661-Gotha, 22 agosto 1712), che sposò il duca Cristiano di Sassonia-Eisenberg.

## Ascendenza
|                                      |                         |                                     | Genitori                          |  |  | Nonni |  |  | Bisnonni                   |  |  | Trisnonni               |  |
|                                      |                         |                                     |                                   |  |  |       |  |  | Adolfo di Holstein-Gottorp |  |  | Federico I di Danimarca |  |
|                                      |                         |                                     |                                   |  |  |       |  |  | Adolfo di Holstein-Gottorp |  |  | Federico I di Danimarca |  |
|                                      |                         | Sofia di Pomerania                  |                                   |  |  |       |  |  | Adolfo di Holstein-Gottorp |  |  |                         |  |
| Giovanni Adolfo di Holstein-Gottorp  |                         |                                     |                                   |  |  |       |  |  | Adolfo di Holstein-Gottorp |  |  |                         |  |
|                                      |                         | Cristina d'Assia                    | Filippo I d'Assia                 |  |  |       |  |  |                            |  |  |                         |  |
|                                      |                         | Cristina d'Assia                    | Filippo I d'Assia                 |  |  |       |  |  |                            |  |  |                         |  |
|                                      |                         | Cristina d'Assia                    | Cristina di Sassonia              |  |  |       |  |  |                            |  |  |                         |  |
| Federico III di Holstein-Gottorp     |                         | Cristina d'Assia                    |                                   |  |  |       |  |  |                            |  |  |                         |  |
|                                      |                         | Federico II di Danimarca            | Cristiano III di Danimarca        |  |  |       |  |  |                            |  |  |                         |  |
|                                      |                         | Federico II di Danimarca            | Cristiano III di Danimarca        |  |  |       |  |  |                            |  |  |                         |  |
|                                      |                         | Federico II di Danimarca            | Dorotea di Sassonia-Lauenburg     |  |  |       |  |  |                            |  |  |                         |  |
| Augusta di Danimarca                 |                         | Federico II di Danimarca            |                                   |  |  |       |  |  |                            |  |  |                         |  |
|                                      |                         | Sofia di Meclemburgo-Güstrow        | Ulrico III di Meclemburgo-Güstrow |  |  |       |  |  |                            |  |  |                         |  |
|                                      |                         | Sofia di Meclemburgo-Güstrow        | Ulrico III di Meclemburgo-Güstrow |  |  |       |  |  |                            |  |  |                         |  |
|                                      |                         | Sofia di Meclemburgo-Güstrow        | Elisabetta di Danimarca           |  |  |       |  |  |                            |  |  |                         |  |
| Maria Elisabetta di Holstein-Gottorp |                         | Sofia di Meclemburgo-Güstrow        |                                   |  |  |       |  |  |                            |  |  |                         |  |
|                                      | Cristiano I di Sassonia | Augusto I di Sassonia               |                                   |  |  |       |  |  |                            |  |  |                         |  |
|                                      | Cristiano I di Sassonia | Augusto I di Sassonia               |                                   |  |  |       |  |  |                            |  |  |                         |  |
|                                      | Cristiano I di Sassonia | Anna di Danimarca                   |                                   |  |  |       |  |  |                            |  |  |                         |  |
| Giovanni Giorgio I di Sassonia       | Cristiano I di Sassonia |                                     |                                   |  |  |       |  |  |                            |  |  |                         |  |
|                                      |                         | Sofia di Brandeburgo                | Giovanni Giorgio di Brandeburgo   |  |  |       |  |  |                            |  |  |                         |  |
|                                      |                         | Sofia di Brandeburgo                | Giovanni Giorgio di Brandeburgo   |  |  |       |  |  |                            |  |  |                         |  |
|                                      |                         | Sofia di Brandeburgo                | Sabina di Brandeburgo-Ansbach     |  |  |       |  |  |                            |  |  |                         |  |
| Maria Elisabetta di Sassonia         |                         | Sofia di Brandeburgo                |                                   |  |  |       |  |  |                            |  |  |                         |  |
|                                      |                         | Alberto Federico di Prussia         | Alberto I di Prussia              |  |  |       |  |  |                            |  |  |                         |  |
|                                      |                         | Alberto Federico di Prussia         | Alberto I di Prussia              |  |  |       |  |  |                            |  |  |                         |  |
|                                      |                         | Alberto Federico di Prussia         | Anna Maria di Brunswick-Lüneburg  |  |  |       |  |  |                            |  |  |                         |  |
| Maddalena Sibilla di Hohenzollern    |                         | Alberto Federico di Prussia         |                                   |  |  |       |  |  |                            |  |  |                         |  |
|                                      |                         | Maria Eleonora di Jülich-Kleve-Berg | Guglielmo di Jülich-Kleve-Berg    |  |  |       |  |  |                            |  |  |                         |  |
|                                      |                         | Maria Eleonora di Jülich-Kleve-Berg | Guglielmo di Jülich-Kleve-Berg    |  |  |       |  |  |                            |  |  |                         |  |
|                                      |                         | Maria Eleonora di Jülich-Kleve-Berg | Maria d'Asburgo                   |  |  |       |  |  |                            |  |  |                         |  |
|                                      |                         | Maria Eleonora di Jülich-Kleve-Berg |                                   |  |  |       |  |  |                            |  |  |                         |  |